# 佐藤由菜
佐藤 由菜（さとう ゆな、1998年8月22日 - ）は、日本のフリーアナウンサー。京都放送（KBS京都）の元アナウンサー。女性。KBS時代の愛称は「ゆなーなー」

## 経歴
山形県出身。中学・高校と陸上競技部に所属し、山形大学附属中学校時代には100mと4×100mリレーでジュニアオリンピック陸上競技大会に出場、山形県立山形東高等学校時代には200mで全国高等学校総合体育大会陸上競技大会（インターハイ）に出場した。
お茶の水女子大学生活科学部人間生活学科を卒業後、2021年に京都放送に入社。同局のアナウンサー新卒採用は、2010年に入社した海平和以来だった。
同年5月24日にラジオで、6月1日にテレビに初出演。　
2023年9月20日の「まーぶる水曜日」のエンディングにて京都を離れると発表し、自身がパーソナリティを務める番組「佐藤由菜のOn Yuna Marks!」で9月30日をもってKBS京都を退社し、地元である山形に戻ることを発表した。これに伴い同番組は9月25日の放送をもって終了した。
2025年8月6日、サッカー選手の谷内田哲平と結婚したことを双方のSNSで公表した。

## 人物
- レモンを丸ごと無表情で食べることができる。

## 過去の担当番組

### テレビ
- きらきん！
- KBS京都フラッシュニュース
- 京都新聞ニュース→KBS京都ニュース
- きょうとDays

### ラジオ
- 京都新聞ニュース→KBS京都ニュース
- ま〜ぶる! 水曜日（ラジオカーリポーター）
- 佐藤由菜のOn Yuna Marks!